# Trochosa kalukanai
Trochosa kalukanai là một loài nhện trong họ Lycosidae.
Loài này thuộc chi Trochosa. Trochosa kalukanai được Eugène Simon miêu tả năm 1900.